# اوتوویتسه (ناحیه ناخود)
اوتوویتسه (به چکی: Otovice) یک منطقهٔ مسکونی در جمهوری چک است که در ناحیه ناخود واقع شده‌است. اوتوویتسه ۱۰٫۵۹ کیلومتر مربع مساحت و ۳۶۹ نفر جمعیت دارد و ۳۵۴ متر بالاتر از سطح دریا واقع شده‌است.